# Kenni Thompson
Pour les articles homonymes, voir Thompson.
Ne doit pas être confondu avec Kenny Thompson.
Kenni Thompson, née le 1er décembre 2000 à Hamilton aux Bermudes, est une footballeuse internationale bermudienne qui joue au poste d'arrière gauche.

## Biographie
Né à Hamilton aux Bermudes, Kenni Thompson étudie à la Saltus Grammar School.
Chez les jeunes, elle reçoit des offres de l'Espanyol Barcelone et du FC Barcelone pour rejoindre leurs académies de jeunes, et finit par rejoindre le FC Barcelone. Elle joue également pour la WOSPAC Academy pendant trois ans, ce qui lui permet de s'entraîner avec le centre de formation du club espagnol UE Cornellà. Elle rejoint ensuite le centre de formation du club anglais de Chelsea.

### En club
Thompson débute avec l'équipe réserve de l'Espanyol, avant d'être promue en équipe première.
En 2020, Thompson signe avec le Deportivo La Corogne, où elle se blesse. Elle fait ses débuts avec ce club contre la Real Sociedad. En 2022, elle signe avec le club anglais des London City Lionesses, où elle inscrit un but et délivre une passe décisive lors de ses dix premières apparitions dans le club, en tant que milieu de terrain.

### En sélection
En 2014, Thompson participe aux essais de l'équipe nationale espagnole des moins de 16 ans.
Le 5 décembre 2023, elle honore sa première sélection avec les Bermudes lors des éliminatoires de la Gold Cup 2024 contre la République dominicaine. Titulaire lors de cette rencontre, sa sélection s'incline deux buts à zéro.

### Vie privée
Elle est la fille du footballeur et entraîneur bermudien Kenny Thompson.